# 田辺淳吉
田辺 淳吉（たなべ じゅんきち、1879年6月26日 - 1926年7月13日）は主に大正期に活躍した日本の建築家。清水組（現清水建設）の技師として銀行、学校、邸宅等を設計し、後に独立。
誠之堂、渋沢家飛鳥山邸の晩香廬・青淵文庫などが現存しており、大正期を代表する作品と高く評価されている。これらは、建築と工芸の提携、田園趣味など、アーツ・アンド・クラフツ運動の影響を受けた建築作品として位置づけられている。

## 略歴
- 1879年 - 東京府本郷西片町生まれ。父の新七郎は元福山藩士で宮内省の役人。兄の協一は日本画家として知られる。
- 1892年 - 高等師範学校附属小学校高等科（現・筑波大学附属小学校）卒業
- 1897年 - 高等師範学校附属中学校（現・筑波大学附属中学校・高等学校）卒業
- 1900年 - 第一高等学校卒業後、東京帝国大学工科大学建築学科に入学、辰野金吾に学ぶ。同期は佐野利器や佐藤功一、大熊喜邦、北村耕造らで、同期会「丼会」を結成している
- 1903年 - 東京帝国大学工科大学建築学科卒業、北村耕造と清水組に入社
- 1909年 - 渋沢栄一らの訪欧米視察団に随行員として参加
- 1913年 - 清水組（現清水建設)技師長就任
- 1920年 - 清水組を退社
- 1921年 - 大学時代の恩師中村達太郎（1920年退官）と中村田辺建築事務所開設
- 1923年 - 京都府立第一高等女学校（現・京都府立鴨沂高等学校）講師を嘱託
- 1924年 - 同潤会評議員[2]
- 1926年 - 死去、享年48

## 作品

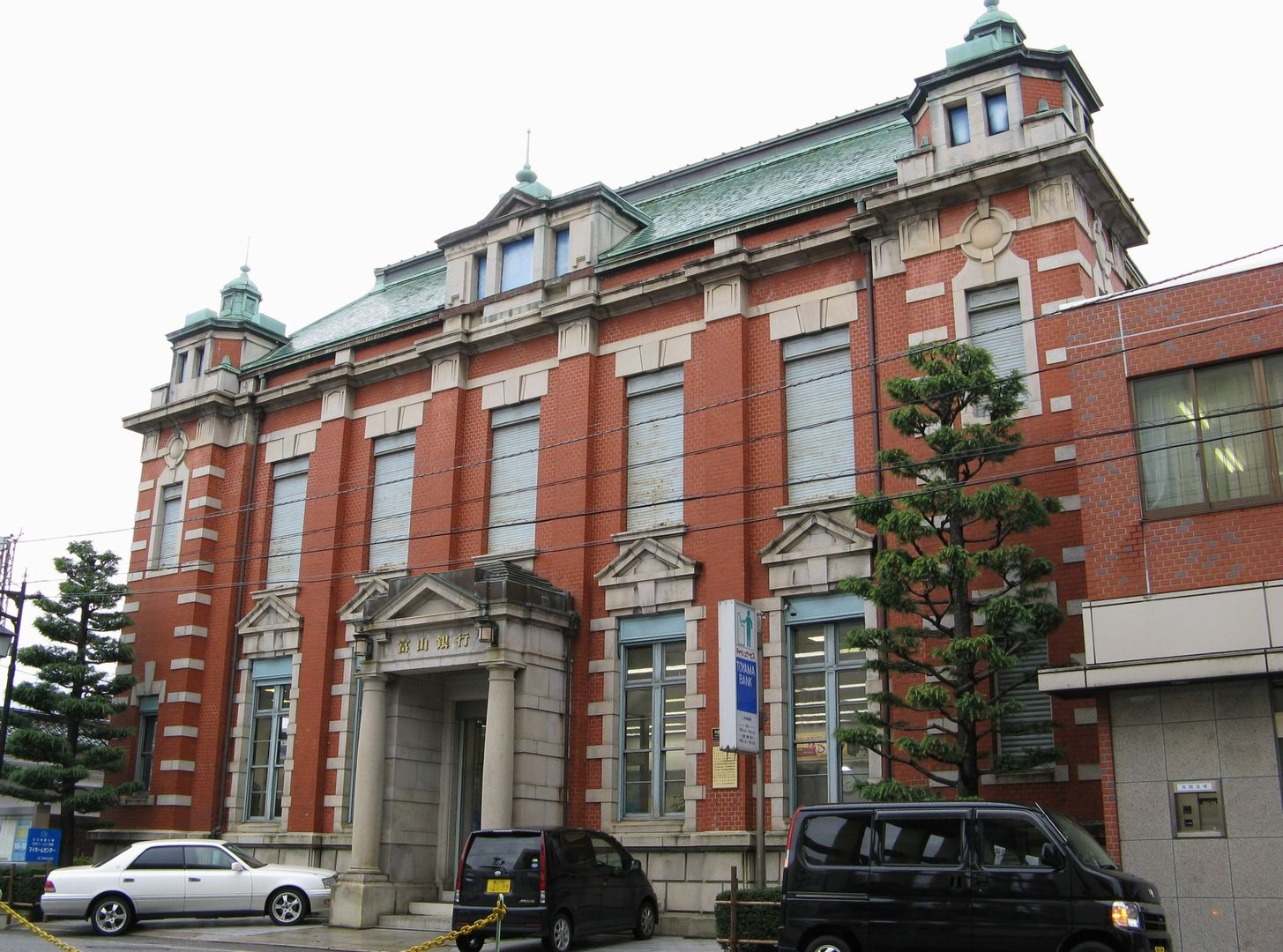
旧高岡共立銀行本店

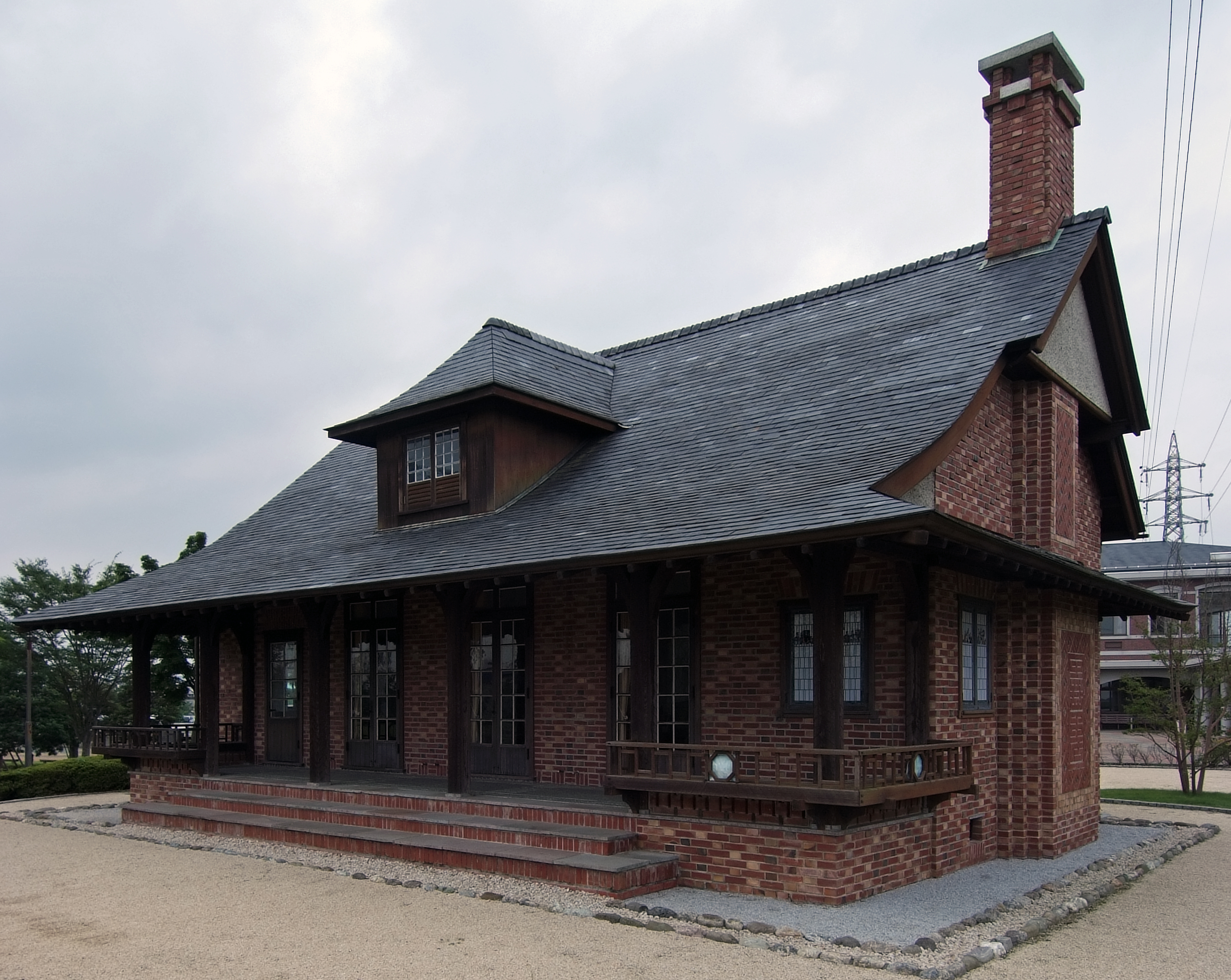
誠之堂

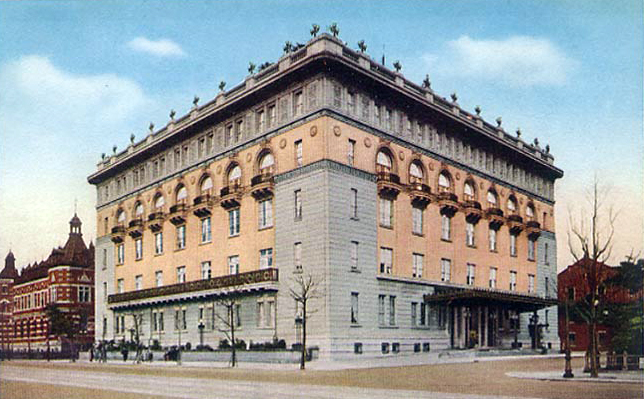
東京會舘

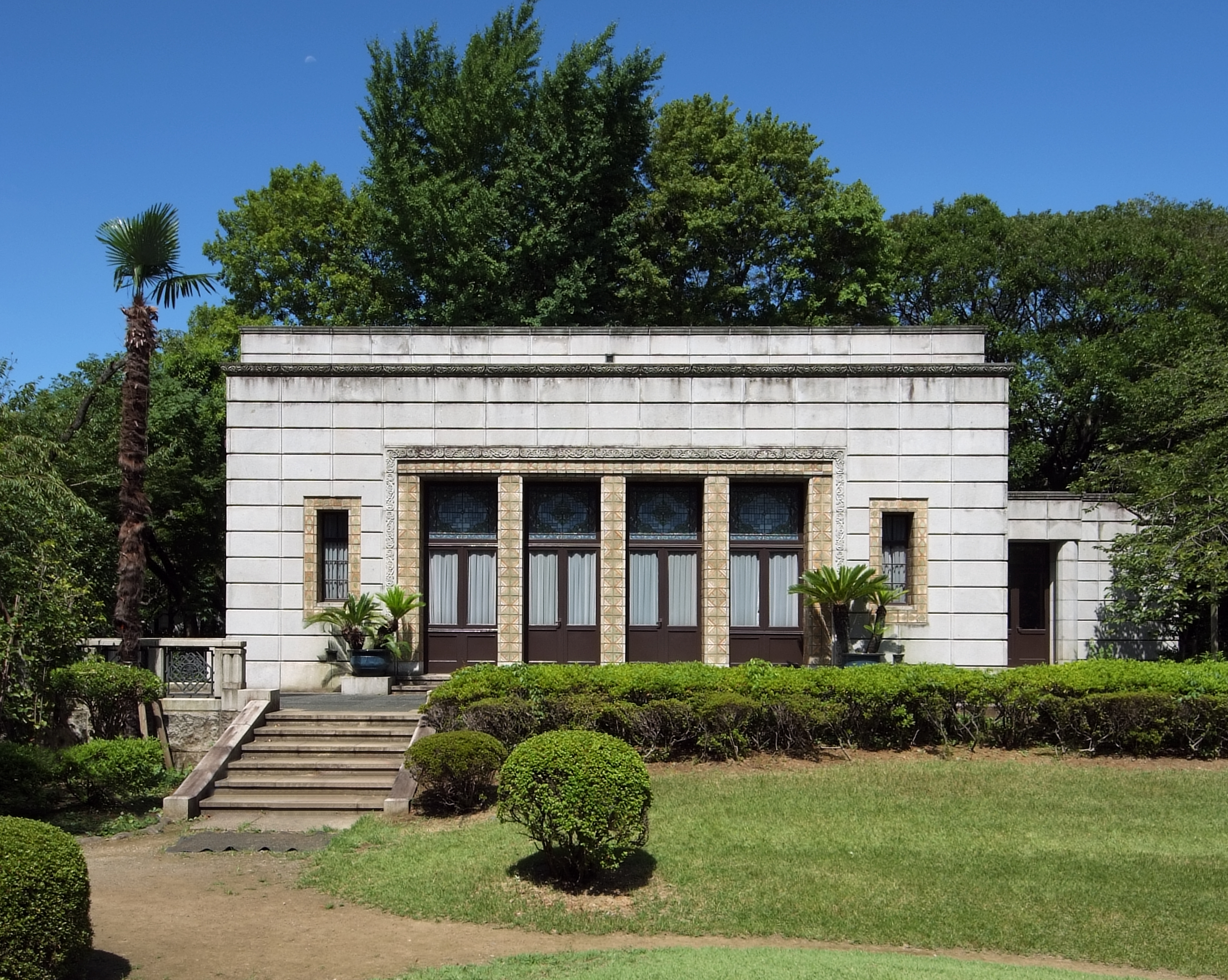
渋沢史料館青淵文庫

大阪瓦斯会社 1905年（明治38年）
大阪市。現存せず。
日本女子大学成瀬記念講堂 1906年（明治39年）
東京都文京区目白台。大学の創始者成瀬仁蔵を記念して、清水組設計施工で、豊明図書館兼講堂として建てられたもの。竣工時は煉瓦壁だったが、関東大震災で崩落し、木造に改められた。内部の意匠や柱・トラス等の部材は明治のものを残している。1974年文京区指定有形文化財に指定された。
長い間、田辺作品と考えられてきたが、近年の研究で北村耕造設計とされており、ステンドグラスが田辺のデザインである。田辺作品のほとんどに見られるステンドグラスの初期の例である。
東海銀行本店 1909年（明治42年）
東京都中央区。現存せず。
旧高岡共立銀行本店 1915年（大正4年）
富山県高岡市守山町。高岡共立銀行本店として田辺の設計により清水組が施工。外壁に赤レンガ、柱の基礎部分や窓回りに花崗岩、屋根に緑青銅板を使用した辰野式の外観を有する。銀行の統廃合等を経て、2019年まで富山銀行が本店として使用、「赤レンガの銀行」と呼ばれ市民に親しまれた。現在は高岡市が管理している。
誠之堂（せいしどう） 1916年（大正5年）
埼玉県深谷市起会（移築）。渋沢栄一の喜寿を記念し、世田谷区瀬田にあった第一銀行の保養施設「清和園」内に建てられた。誠之堂という名前は、中国の四書の1つ『中庸』の一節「誠者天之道也、誠之者人之道也」（誠は天の道なり、これを誠にするは人の道なり）に拠り渋沢自身が命名したものである。煉瓦造り平屋建ての建物は、田辺の代表作のひとつで、大正ロマンの雰囲気が漂う。渋沢から田舎風にという要望を受けて設計したとされる。
1996年から翌年にかけて大ばらし工法で解体し、渋沢栄一の生誕地・深谷市（大寄公民館敷地内）に移築復原された（解体と復元工事はかつて田辺淳吉が所属した清水建設）。2003年に国の重要文化財に指定された。使われている煉瓦は当時の記録から、深谷で生産された可能性が高い。なお、大寄公民館には、同じく清和園から移築された清風亭がある。渋沢栄一を補佐した当時の第一銀行頭取・佐々木勇之助の古稀を記念した建物で、設計は西村好時である。
旧渋沢家飛鳥山邸「晩香廬」 1917年（大正6年）
東京都北区西ヶ原飛鳥山公園内にある。2005年（平成17年）国の重要文化財に指定された。木造瓦葺き平屋建。渋沢栄一の喜寿祝いで合資会社清水組清水満之助が贈った洋風の小亭である。和洋折衷の建物で、田辺のデザインの資質を今に伝える。小さな建物で、さまざまなデザイン・装飾のほか内部の家具も田辺のデザインで細かい配慮が行き届いている。大正期の名建築として評価が高い。
第一銀行京都支店増築 1919年（大正8年）
京都市中京区烏丸三条交差点南西角。元は三条通り側が正面で、辰野葛西建築事務所設計、清水組施工により1906年（明治39年）竣工。烏丸通り側を正面とする増築部分を清水組が設計施工（田辺が担当）。構造はレンガ造二階建。1999年に取り壊され、2003年、同じ外観のRC造で再現された（みずほ銀行京都中央支店）。
日本倶楽部 1921年（大正10年）
東京都千代田区。現存せず。
東京會舘 1922年（大正11年）
東京都千代田区。現存せず。
旧第一銀行小樽支店（三菱銀行小樽支店） 1924年（大正13年）
所在地は北海道小樽市色内。中村田辺建築事務所時代の設計で、構造は鉄筋コンクリート造4階地下1階建て。
旧渋沢家飛鳥山邸「青淵文庫」 1925年（大正14年）
「晩香廬」と同じく飛鳥山公園内にある。中村田辺建築事務所の作品。鉄筋コンクリート・煉瓦造、2階建て。国の重要文化財）。渋沢栄一の傘寿（80歳）と子爵の祝いに建てられた）。2階書庫に栄一の収集した論語関係の書籍が収蔵されている。建設途中で関東大震災に遭い完成が遅れたという。
その他池田侯爵邸など、住宅を多数手がけている。「西豪州の住家」（建築雑誌253、1908年）では、オーストラリアのバンガロー住宅を紹介した。